# The Root of All Evil (EP)
The Root of All Evil é um EP lançado somente no Japão da banda cover feminina The Iron Maidens. Inlcue três novos covers gravados do Iron Maiden e uma versão remix dance da canção "The Trooper". Esta foi a última apresentando a vocalista Aja Kim e a guitarrista Heather Baker, que deixou a banda em meados de 2008.
Ao contrário dos álbuns anteriores, o EP não é oferecido no site oficial da banda.
Antes do lançamento do EP, a banda apresentou pela primeira vez a versão acústica de "Different World" em Los Angeles, Califórnia na estação de rádio  97.1 KLSX no final de 2007.

## Lista de faixas
1. "Transylvania" (Steve Harris) - 4:21
2. "The Evil That Men Do" (Bruce Dickinson, Adrian Smith, Harris) - 4:29
3. "Different World" (versão acústica) (Smith, Harris) - 4:02
4. "The Trooper" (Dance Remix) (Harris) - 4:41

- Remixado por Glenn Baren e Lynn Woolever

## Pessoal
Banda
- Aja Kim (mais conhecida como Bruce Lee Chickinson) – vocais
- Sara Marsh (mais conhecida como Mini Murray) – guitarra, violão (faixa 3)
- Heather Baker (mais conhecida como Adrienne Smith) – guitarra, violão (faixa 3), backing vocals
- Wanda Ortiz (mais conhecida como Steph Harris) – baixo
- Linda McDonald (mais conhecida como Nikki McBurrain) – bateria

Créditos
- Derek Riggs - Designe da capa
- Linda McDonald - CD Sleeve/Tray Layout, Designe da capa
- Ernie Manrique - Fotografia
- RJ Blaze - Back Tray Artwork ("Evil Root Edwina")